# 용천초등학교 (경기)
용천초등학교는 대한민국 경기도 용인시 처인구 이동읍 천리에 있는 공립 초등학교이다.

## 학교 연혁
- 1934년 4월 1일 : 송전공립보통학교 부설 적동간이학교 인가
- 1944년 4월 1일 : 적동공립국민학교로 인가
- 1947년 11월 2일 : 용천국민학교로 개칭
- 1948년 3월 15일 : 신축 교사로 이전
- 1996년 3월 1일 : 용천초등학교로 개칭
- 2011년 6월 7일 : 체육관 신축, 급식실 리모델링, 교문 신축 이전, 울타리 조성, 주차장 및 진입로 포장공사
- 2013년 3월 18일 : 영어전용교실 리모델링
- 2014년 6월 26일 : 인조잔디구장(다목적운동장) 개장, 역사관 개관
- 2015년 12월 10일 : 전국 100대 교육과정 우수학교 선정

## 참고 자료
- 용천초등학교 - 한국교육학술정보원 학교알리미